# Ramosita
La ramosita és un mineral de la classe dels sulfurs que pertany al grup de la franckeïta.

## Característiques
La ramosita és un sulfur de fórmula química Pb25.7Sn8.3Mn3.4Sb6.4S56.2. Va ser aprovada com a espècie vàlida per l'Associació Mineralògica Internacional l'any 2020, i encara resta pendent de publicació. Cristal·litza en el sistema monoclínic.
Les mostres que van servir per a determinar l'espècie, el que es coneix com a material tipus, es troben conservades a les col·leccions mineralògiques del Museu d'Història Natural de Viena (Àustria), amb el número de catàleg: o1798, i al museu geològic i mineralògic de la Universitat Harvard, a Massachusetts (Estats Units), amb els números de mostra: 2019.18.1 i 2019.18.2.

## Formació i jaciments
Va ser descoberta a la mina Uchucchacua, situada a la província d'Oyon (Lima, Perú). Aquesta mina peruana és l'únic indret de tot el planeta on ha estat descrita aquesta espècie mineral.